# Arthur Millon
Arthur Millon, né le 7 mars 1852 à Bernouil en France et mort le 29 septembre 1913 à Evecquemont, est un entrepreneur français dans l'hôtellerie-restauration.

## Biographie

### L'arrivée à Paris
À 20 ans il est au second régiment de dragons de Joigny (Yonne) puis il arrive à Paris où il habite 14, boulevard Saint-Denis au-dessus du restaurant où il a trouvé un travail : le restaurant « Maire » fait l’angle avec le boulevard de Strasbourg. Par la suite, il trouve une place au pavillon Ledoyen sur les Champs-Élysées. Il est remarqué par Pierre Balvay, le gérant de Ledoyen, bourguignon comme lui, puisque celui-ci lui accorde, en 1881, la main de sa fille unique puis la gérance du restaurant.
Avant sa mort en 1913, il transmettra, à son tour, la gérance du Pavillon Ledoyen à son gendre, Albert Kieffer.

### L'entrepreneur
En 1897, il rachète la gérance du Café de la Paix.
En 1901, il entre au conseil d’administration de la Société fermière du Grand Hôtel, aujourd'hui Le Grand Hôtel InterContinental, pour apporter son expérience professionnelle et participer au redressement de l’hôtel dont il fait progressivement l’acquisition de 20 % du capital.
En juin 1905, avec son associé Henry Wiener, il constitue la Société de l'Hôtel Meurice qui rachète l'ancien hôtel sur la rue de Rivoli et le transforme totalement en l’agrandissant par l’acquisition de différents immeubles rue de Rivoli et rue du Mont-Thabor. La transformation est confiée à l'architecte Henri-Paul Nénot, grand prix de Rome, à qui il a déjà confié la rénovation du Grand Hôtel. L’Hôtel Meurice rouvre deux ans plus tard en mai 1907. C’est le plus luxueux des grands hôtels parisiens. Arthur Millon en détient 27 % du capital.
Parallèlement, en 1906, Arthur Millon investit aussi dans le Majestic, avenue Kléber.
Arthur Millon est également le fondateur en 1903 des Glacières de l'Alimentation, société qui sera reprise par son second gendre René Kieffer, le frère d'Albert.
Avec son associé Henry Wiener, il fonde en 1910 la Société de la rue Édouard-VII, qui crée un nouveau lotissement autour de la rue Édouard-VII entre le boulevard des Capucines et la rue de Caumartin, avec des boutiques en rez-de-chaussée, un hôtel de luxe, des bureaux et le théâtre Édouard-VII.
À sa mort en 1913, son fils André Millon lui succède à la tête du groupe hôtelier.

### Un homme engagé
Il est élu maire d'Evecquemont dans les Yvelines, en mai 1908.
En juin 1910, il devient président de la Chambre Syndicale des Restaurateurs et Limonadiers et président du Comité de l'Alimentation Parisienne, qui regroupe 25 syndicats avec 30 000 membres, comité dont il était vice-président depuis 1899. C'est à ce titre qu'il reçoit la Légion d'honneur en 1912. Il est aussi chevalier du Mérite Agricole.
Arthur Millon reçoit un Grand Prix lors de l’Exposition Franco-britannique de Londres en 1908.
Il est l'un des deux vice-présidents de l'Union des intérêts économiques de 1910 à son décès.
- Chevalier de la Légion d'honneur (1912)
- Chevalier de l'ordre du Mérite agricole

## Sources et bibliographie
- Dossier de la Légion d'honneur d'A. Millon dans la base Léonore
- Collectif, Dictionnaire historique des patrons français, Flammarion, 2010, p. 486-487